# おはよう!浜渦章盛です
おはよう!浜渦章盛です（おはよう!はまうずあきもりです）は、1977年4月4日から1979年3月30日まで毎日放送（現在のMBSラジオ）で放送されていた生ワイド番組。声楽家の浜渦章盛がパーソナリティを務めていた。

## 放送時間
- 毎週月曜日 - 金曜日 6:30 - 7:35（JST）
  - 毎週土曜日の6:05 - 7:45には、当番組の土曜版に当たる生ワイド番組として、小関三平（社会学者）がパーソナリティを務める『おはよう!小関三平です』を放送。一部のコーナーが当番組と共通していた。

## 出演者
- パーソナリティ
  - 浜渦章盛
    - 当番組が放送されていた時期には、本業の声楽以外にも、在阪のメディアで積極的に活動。1977年10月3日から1979年3月2日までの平日には、毎日放送千里丘放送センターで当番組の本番に臨んでから、午後に読売テレビの『ワイドショー今』（近隣の千里中央にあったよみうり文化ホールから全国向けに生放送）で司会を務めていた。毎日放送（現在のMBSラジオ）では、当番組放送期間中の1978年4月1日から終了後の1981年6月27日まで、『浜渦章盛のさわやかジョッキー』（毎週土曜日の7:15 - 7:45に放送）のパーソナリティも担当[3]。
- アシスタント
  - 中村ひろみ
  - 桜井一枝

## コーナー
- 今朝の焦点～毎日ニュース～（ニッポン放送『お早うネットワーク』の企画ネット版）
- お天気のお知らせ（天気予報）
- 世界のマーチ（TBS制作の箱番組）
- さあ一緒に歌いましょう
- お早う体操
- ズバリ!プロ野球